# Grohote
Grohote – wieś w Chorwacji, w żupanii splicko-dalmatyńskiej, w gminie Šolta. W 2011 roku liczyła 449 mieszkańców.